# WakeMed足球公園
WakeMed足球公園（英語：WakeMed Soccer Park）是位於美国北卡罗来纳州卡瑞的綜合足球公園，由符合國際足協規格的主球場和兩個訓練場（2號球場及3號球場），以及四個額外球場和其他附屬設施組成。主球場能容納10,000名觀眾，而2號球場的看台則有1,000個座位。公園亦設有越野跑賽道，以及美國足球甲級聯賽球會北卡羅萊納FC的辦公室。
足球公園於2002年啟用時為美國女足大聯盟球隊卡羅來納勇氣隊的主場，現時則為美國足球甲級聯賽球會北卡羅萊納FC及國家女子足球聯賽球隊北卡羅萊納勇氣的主場。

## 球場名稱
總部位於卡瑞的軟件研發公司赛仕软件（SAS Institute Inc.）於2002年獲得足球公園的命名權，直至2007年6月30日。
醫療服務公司WakeMed於2007年9月以每年$30萬的合約冠名贊助足球公園。2017年3月31日，肉類加工公司薩倫包裝公司以五年共$40萬的金額獲得主球場的冠名權，主球場更名為WakeMed足球公園的薩倫球場。

## 外部連結
- 卡瑞鎮政府網站上的球場資料 （页面存档备份，存于）
- Live Field Closure/Status Information
- Pictures tagged with sassoccerpark at Flickr （页面存档备份，存于）
- Travel Guide for Fans Visiting WakeMed Soccer Park

35°47′10.19″N 78°45′18.38″W / 35.7861639°N 78.7551056°W